# Episodi di Il commissario Köster (ventiseiesima stagione)
La ventiseiesima stagione della serie televisiva Il commissario Köster è stata trasmessa in prima visione negli Germania da ZDF dal 25 gennaio 2002.
| n. | Titolo originale                  | Titolo italiano         | Prima TV Germania | Prima TV Italia |
| -- | --------------------------------- | ----------------------- | ----------------- | --------------- |
| 1  | Fahrlässige Tötung                | Il ricatto              | 25 gennaio 2002   |                 |
| 2  | Das Leben ist ein tödliches Spiel | Il triangolo            | 8 marzo 2002      |                 |
| 3  | Die Rache ist mein                | La terza donna          | 28 marzo 2002     |                 |
| 4  | Mord auf Bestellung               | Omicidio su commissione | 26 aprile 2002    |                 |
| 5  | Kein Tag zum Sterben              | Delitto al lago         | 24 maggio 2002    |                 |
| 6  | Die verlorene Wette               | La scommessa            | 28 giugno 2002    |                 |
| 7  | Es war Mord                       | Il diario               | 18 ottobre 2002   |                 |
| 8  | Der Bruch                         | Furto simulato          | 1 novembre 2002   |                 |
| 9  | Die Lüge                          | La menzogna             | 29 novembre 2002  |                 |